# Харамия, Драгутин
Драгутин Харамия (хорв. Dragutin Haramija, 12 августа 1923, Чавле, королевство сербов, хорватов и словенцев — 28 ноября 2012, Загреб, Хорватия) — югославский хорватский государственный деятель, председатель Исполнительного веча Социалистической Республики Хорватии (1969—1971).

## Биография
Родился в семье известного купца. Участник Национально-освободительной войны (1941—1945). В послевоенное время являлся заместителем государственного прокурора и прокурором Загреба.
- 1954—1963 гг. — заместитель министра юстиции Народной Республики Хорватии,
- 1963—1969 гг. — председатель Скупщины города Риека,
- 1969—1971 гг. — председатель Исполнительного веча Хорватии, член Президиума ЦК Союза коммунистов Хорватии. Являлся одним из ведущих участников «Хорватской весны», сторонником экономических и политических реформ. После окончания 21 сессии Президиума Союза коммунистов Югославии в декабре 1971 г. добровольно ушёл в отставку со всех своих постов, уйдя из политической жизни.

В преддверии многопартийных выборов в 1990 г. вступил в Коалицию народного согласия, был одним из основателей Хорватской народной партии и членом её Президиума.